# Liechtensteiner-Cup 2009-2010
La Liechtensteiner-Cup 2009-2010 è stata la 65ª edizione della coppa nazionale del Liechtenstein disputata tra il 18 agosto 2009 (con gli incontri del primo turno preliminare) e il 13 maggio 2010 e conclusa con la vittoria finale del Vaduz, al suo trentanovesimo titolo e tredicesimo consecutivo.

## Formula
Alla competizione, che si svolse ad eliminazione diretta con partita unica, parteciparono le sette squadre del principato che potevano iscrivere anche più di un team.

## Primo turno preliminare
Gli incontri si giocarono il 18 e 19 agosto 2009.
| Squadra 1             | Risultato | Squadra 2         |
| --------------------- | --------- | ----------------- |
| FC Balzers III        | 2 - 1     | FC Vaduz III      |
| USV Eschen/Mauren II  | 3 - 2     | FC Triesen        |
| FC Ruggell II         | 2 - 4     | FC Triesen II     |
| USV Eschen/Mauren III | 4 - 6     | FC Vaduz II       |
| FC Vaduz IV           | 0 - 3     | FC Triesenberg    |
| FC Triesenberg II     | 0 - 6     | FC Schaan Azzurri |

## Secondo turno preliminare
Gli incontri si giocarono tra il 15 e il 23 settembre 2009.
| Squadra 1         | Risultato | Squadra 2            |
| ----------------- | --------- | -------------------- |
| FC Triesen II     | 0 - 3     | FC Balzers II        |
| FC Schaan Azzurri | 0 - 3     | FC Triesenberg       |
| FC Vaduz II       | 1 - 9     | FC Ruggell           |
| FC Balzers III    | 0 - 6     | USV Eschen/Mauren II |

## Quarti di finale
Gli incontri si giocarono tra il 20 e il 28 ottobre 2009.
| Squadra 1            | Risultato | Squadra 2         |
| -------------------- | --------- | ----------------- |
| USV Eschen/Mauren II | 1 - 0     | FC Schaan         |
| FC Ruggell           | 2 - 4     | FC Balzers        |
| FC Balzers II        | 0 - 8     | Vaduz             |
| FC Triesenberg       | 0 - 3     | USV Eschen/Mauren |

## Semifinale
Gli incontri si giocarono il 6 aprile 2010.
| Squadra 1            | Risultato | Squadra 2         |
| -------------------- | --------- | ----------------- |
| FC Balzers           | 0 - 4     | Vaduz             |
| USV Eschen/Mauren II | 2 - 6     | USV Eschen/Mauren |

## Finale
La finale si giocò a Vaduz il 13 maggio 2010.
| Vaduz 13 maggio 2010, ore 17:00 | Vaduz | 5 – 3 | USV Eschen/Mauren | Rheinpark Stadion |